# Iglesia de San Sebastián (Ronda)
La Parroquia de San Sebastián de Ronda (provincia de Málaga, España) fue una de las colaciones fundadas por los Reyes Católicos, situada en una mezquita musulmana cuyo minarete sirvió de campanario. La iglesia desapareció muy pronto, junto a la de San Juan Bautista y Santiago.
De ella nos ha quedado el minarete de la antigua mezquita que se aprovechó para el campanario. Es un minarete de reducidas dimensiones del siglo XIV y es de tipo granadino. Chueca Goitia lo relaciona con el minarete de San Juan de los Reyes de Granada.
Actualmente, el minarete está considerado como BIC (Bien de Interés Cultural) (fue declarado Monumento histórico-artístico perteneciente al Tesoro Artístico Nacional mediante decreto de 3 de junio de 1931).
Tiene planta cuadrada con un núcleo central a cuyo alrededor se desarrolla la escalera, cubierta con bóvedas de medio cañón. Tiene tres cuerpos, el primero es de fábrica de sillería con una puerta en el lado oeste de arco de herradura enjarjado con un alfil rehundido, tangente a la clave del arco y córtándole la rosca por los lados. Encima del arco un dintel adovelado, alternando altas dovelas salientes y remetidas, que está rodeado por una decoración de lazo hecha en piedra con restos de cerámica vidriada de color verde en las crucetas. El interior del primer cuerpo se cubre con una bóveda de arista y en los muros presenta arcos ciegos. A partir del segundo cuerpo empieza la fábrica de ladrillo, pero no comienza por todos lados a la misma altura, por lo que Torres Balbás piensa que la obra quedó interrumpida por algún tiempo. Este segundo cuerpo está formado por un paño rectangular rehundido con dos pequeños vanos de arco de herradura y con decoración de paño de sebka de tradición almohade en cada uno de los frentes, aunque hoy día ya no existe. El tercer cuerpo es un añadido hecho en época cristiana para albergar las campanas, de ladrillo, con un hueco adientado en cada lado y cubierto con tejado a cuatro vertientes.
Fue declarado monumento histórico-artístico por Decreto del 3 de junio de 1931.
En 1973 se restauró la casa del Alminar para convertirla en un centro hispano-árabe de arte islámico en Ronda. Se pretendía suprimir el tercer piso para liberar en parte las vistas del minarete y poder restaurar su fachada en la parte oculta.